# Mark A Whippet
El Mark A Whippet fue un tanque medio británico de la Primera Guerra Mundial. 
Iba a complementar a los más lentos tanques pesados británicos al emplear su relativa movilidad y velocidad para explotar cualquier debilidad de las líneas enemigas.
El Whippet fue posiblemente el tanque británico más exitoso de la Primera Guerra Mundial, responsable de más bajas alemanas que cualquier otro tanque británico de la guerra. Los Whippet tomaron parte en varias acciones de posguerra del Ejército británico, especialmente en Irlanda y el norte de Rusia.

## Desarrollo y producción
El Whippet se comenzó a producir en 1917. El 3 de octubre de 1916 William Tritton, a punto de ser nombrado caballero por desarrollar el Mark I, propuso al Departamento de Suministro de Tanques que se construyera un tanque más rápido y barato, equipado con dos motores como el Flying Elephant, para aprovechar las brechas creadas por los lentos y pesados tanques de entonces, una idea que hasta entonces había sido pasada por alto.
Esta idea fue aceptada el 10 de noviembre y aprobada por la Oficina de Guerra el 25 de noviembre. En aquel entonces el nombre del proyecto era Tritton Chaser. Tradicionalmente, se atribuye a sir William la introducción del nombre de Whippet.
La construcción empezó el 21 de diciembre. El primer prototipo, con una torreta giratoria tomada de un automóvil blindado Austin -la primera empleada en un tanque británico, ya que la torreta original del Little Willie era fija- estuvo listo el 3 de febrero de 1917 y participó (probablemente sin esta) en el famoso "día de prueba de tanques" en Oldbury el 3 de marzo. 
Al día siguiente, en una reunión con los franceses para coordinar la producción de tanques Aliados, el comandante en jefe de las fuerzas británicas Douglas Haig ordenó la fabricación de 200 tanques, el primero de los cuales debía estar listo para el 31 de julio. Aunque estaba actuando por encima de su autoridad, como de costumbre, sus decisiones fueron confirmadas en junio de 1917. 
Los primeros ejemplares de serie salieron de la fábrica en octubre y dos fueron suministrados a la primera unidad que los empleó, el Batallón F del Cuerpo de Tanques (posteriormente rebautizado 6.º Batallón), el 14 de diciembre de 1917. En diciembre de 1917, la orden fue aumentada de 200 a 385 unidades, pero fue cancelada más tarde a favor de diseños más avanzados.

## Descripción
Este vehículo blindado de combate fue pensado para rápidos asaltos móviles. Aunque el diseño de sus orugas se ve más "moderno" que el de los tanques británicos Mark I al Mark V, fue directamente derivado del Little Willie, el primer prototipo de tanque, y no tenía suspensión. El compartimiento de la tripulación era una torreta poligonal fija en la parte posterior del vehículo y dos motores del tipo empleado en los autobuses de dos pisos contemporáneos iban en un compartimiento frontal, impulsando una oruga cada uno.

### Mecanismo de viraje
Al marchar en línea recta, los dos motores impulsaban las orugas. Al girar el timón se soltaba el acelerador del motor de una oruga y se apretaba el acelerador del motor de la otra oruga.
Los dos motores estaban unidos en sus cardanes, de donde se transmitía la energía a las orugas mediante engranajes y cadenas. Al virar, los embragues que unían los cardanes se soltaban, un motor aumentando su velocidad y el otro reduciéndola, virando hacia el lado opuesto del motor que iba más rápido. El efecto de viraje podía aumentarse al emplear los frenos en uno u otro motor. 
Este mecanismo tenía la ventaja de ser controlado por un solo hombre, al contrario de los primeros tanques, pero precisaba de una gran habilidad por parte del conductor ya que uno o los dos motores podían detenerse si la operación no se efectuaba con cuidado.
Aunque en teoría era una solución simple para virar gradualmente, en la práctica demostró ser imposible de controlar las velocidades de los motores, provocando que el vehículo tomara una ruta impredecible. Los conductores se cansaban y detenían el vehículo, bloqueando una oruga antes de cada viraje; esto causaba muchas roturas de orugas, ya que el movimiento era demasiado brusco.

### Armamento
Su armamento consistía en cuatro ametralladoras Hotchkiss Mk 1 de 7,70 mm, cada una cubriendo los cuatro lados de la torreta. Como solamente había espacio para tres tripulantes, el artillero debía ocuparse de cada arma, con frecuencia apoyado por el comandante. 
A veces se embarcaba un segundo artillero en la estrecha torreta y frecuentemente se retiraba una ametralladora para hacer espacio, ya que estas podían desmontarse de sus afustes y cambiadas de una tronera a otra para cubrir todos los lados.

### Otras características
Su depósito de combustible estaba en la parte frontal del casco. Los lados tenían grandes tubos de lodo que permitían la caída del lodo de la parte superior de las orugas, evitando el atasco de estas y los rodillos de rodaje.

## Historial de combate
Los tanques Mark A Whippet llegaron tarde a la Primera Guerra Mundial, en un momento en que todo el Ejército británico, debilitado por las bajas en Flandes, estaba bastante inactivo. 
Entraron en combate por vez primera en marzo de 1918, demostrando ser muy útiles para cubrir la retirada de las divisiones de infantería durante la Kaiserschlacht. Entonces los Whippet fueron asignados a los batallones de tanques como "compañías X" adicionales. En un incidente cerca de Cachy, una sola compañía de siete tanques Whippet eliminó dos batallones de infantería alemanes sorprendidos a campo abierto, matando a más de 400. El mismo día, 24 de abril de 1918, un Whippet fue destruido por un A7V en la segunda batalla de tanques del mundo, la única ocasión en que un Whippet se enfrentó a un tanque enemigo.
Las bajas británicas eran tan grandes, que se tuvieron que abandonar los planes para equipar cinco batallones de tanques ligeros con 36 Mark A Whippet cada uno. Al final solamente la 3.ª Brigada de Tanques tuvo 48 Whippet en cada uno de sus dos batallones (3.º y 6.º). Estos tomaron parte junto a los tanques Mark IV y Mark V en la Batalla de Amiens (8 de agosto de 1918), que fue descrita por el comandante supremo alemán Erich Ludendorff como "un día negro para el Ejército alemán". Los Whippet rompieron la línea y llegaron hasta la retaguardia alemana, causando la pérdida del apoyo artillero en todo un sector del frente, un golpe devastador del cual los alemanes no pudieron recuperarse. 
Durante esta batalla, un tanque Mark A Whippet -Musical Box- avanzó tanto que se quedó aislado tras las líneas alemanas. Durante nueve horas se desplazó a voluntad, destruyendo una batería de artillería, un globo de observación, el campamento de un batallón de infantería y una columna de transporte de la 225.ª División, produciendo muchas bajas. En algún momento dado, uno de los depósitos de combustible del Musical Box fue perforado y el combustible se filtró en la cabina, llegando hasta las rodillas de los tripulantes. Estos tuvieron que ponerse sus máscaras antigás para sobrevivir a los vapores. Finalmente fue puesto fuera de combate por un disparo de la artillería alemana y mientras su tripulación lo abandonaba, uno fue muerto de un balazo y los otros dos fueron capturados.
Los alemanes capturaron menos de quince tanques Mark A Whippet, de los cuales dos estaban intactos. Estos fueron mantenidos exclusivamente para pruebas y entrenamiento durante la guerra, pero uno de ellos fue posteriormente empleado por los Freikorps en la Revolución alemana de 1918-1919. Los alemanes los denominaron Beutepanzer A.

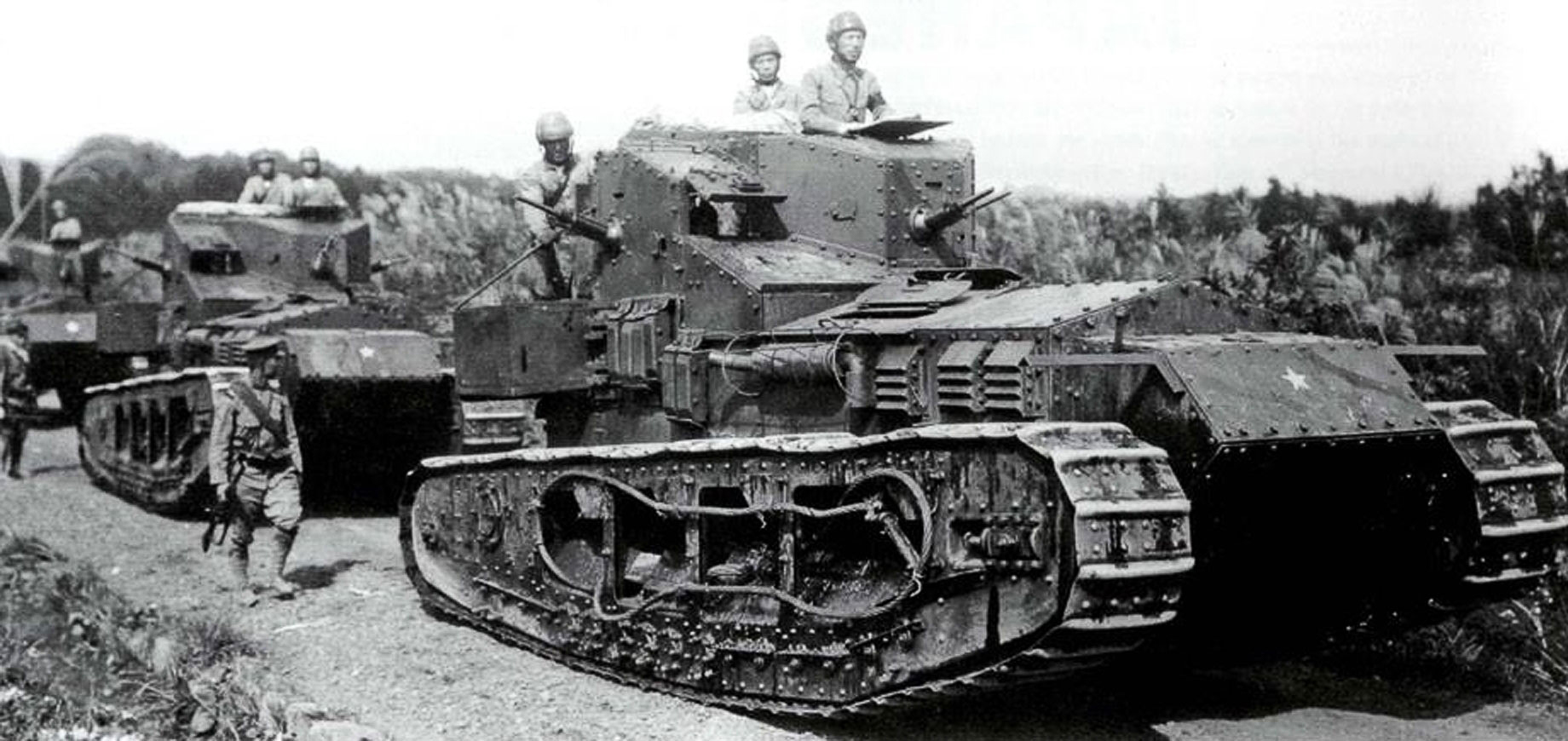
Tanques Mark A Whippet del Ejército Imperial Japonés.

Tras la guerra, los Whippet fueron enviados a Irlanda durante la guerra de Independencia irlandesa como parte de las fuerzas británicas, siviendo con el 17.º Batallón del Real Cuerpo de Tanques. Diecisiete fueron enviados con las Fuerzas Expedicionarias para apoyar a los Rusos Blancos contra la Rusia Soviética. El Ejército Rojo capturó doce y los empleó hasta la década de 1930, equipando al menos un tanque con un cañón francés Puteaux de 37 mm. Los soviéticos asumieron erróneamente que el nombre del motor era "Taylor" en lugar de "Tylor" (un error que varias fuentes todavía cometen), llamando al tanque Tyeilor. Unos cuantos (quizás seis) fueron exportados a Japón, donde permanecieron en servicio hasta 1930.

## Variantes
El Mayor (Comandante en ciertos ejércitos) Philip Johnson, jefe informal de los Talleres Centrales del Cuerpo de Tanques en Francia, equipó a uno de los Whippet con muelles planos apenas los recibió. Posteriormente, en 1918, equipó este vehículo con rodillos de rodaje amortiguados mediante resorte, la transmisión epicíclica Wilson del Mark V y un motor de avión Rolls-Royce Eagle V12 de 360 hp. Se alcanzó una velocidad máxima de unos 48 km/h (30 millas/hora). 
Este proyecto hizo que Johnson fuera el hombre más indicado para desarrollar el posterior tanque Mark D, que parecía un Mark A con la torreta delante. Otros experimentos incluyeron la instalación de una gran rueda tomada de la cola de viraje de un viejo tanque Mark I y acoplarle una cola para trepar; en ambos casos fueron intentos para mejorar su capacidad de cruzar trincheras.
Durante un tiempo se asumió que tras la guerra algunos tanques Whippet fueron reconstruidos como vehículos blindados de recuperación, pero en este caso no fue así.
El tanque Mark B, un diseño completamente diferente de Wilson, también fue llamado "Whippet". Durante un tiempo fue usual describir cualquier modelo de tanque ligero como Whippet, incluso el Renault FT-17 francés. Se había convertido en un nombre genérico.
El LK I alemán -desarrollado desde diciembre de 1917- también era un tanque sin torreta con el motor en la parte frontal del casco y se parecía al Whippet, pero era un vehículo más pequeño y con blindaje más delgado.

## Vehículos sobrevivientes
Han sobrevivido cinco tanques Mark A Whippet:
- A259 Caesar II, en el Museo de tanques de Bovington. Este es el tanque con el cual Cecil Harold Sewell ganó la Cruz Victoria.
- A347 Firefly, en el Real Museo de las Fuerzas Armadas y de la Historia Militar, Bruselas. Este tanque formó parte de la Compañía B y aún conserva su pintura original y marcajes. Se puede ver el daño que recibió al ser impactado por la artillería el 17 de agosto de 1918.
- A231, en el Museo Militar de la Base Borden, Ontario, Canadá.
- Museo de Armamento del Ejército de los Estados Unidos (se desconoce su número de registro).
- Colegio del Ejército, Pretoria, Sudáfrica. Este tanque fue originalmente enviado a Sudáfrica para suprimir protestas laborales.

## Imágenes

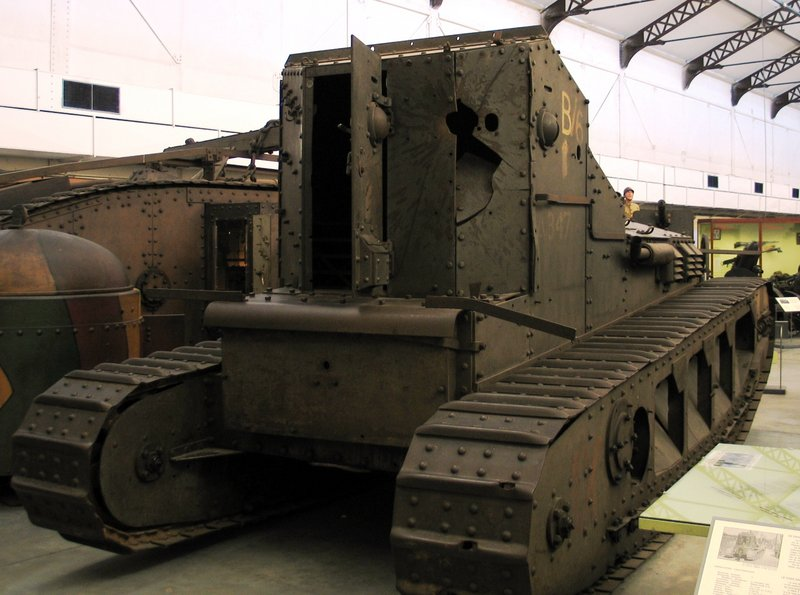
Vista posterior del A347, Museo Real del Ejército, Bruselas, 2005.
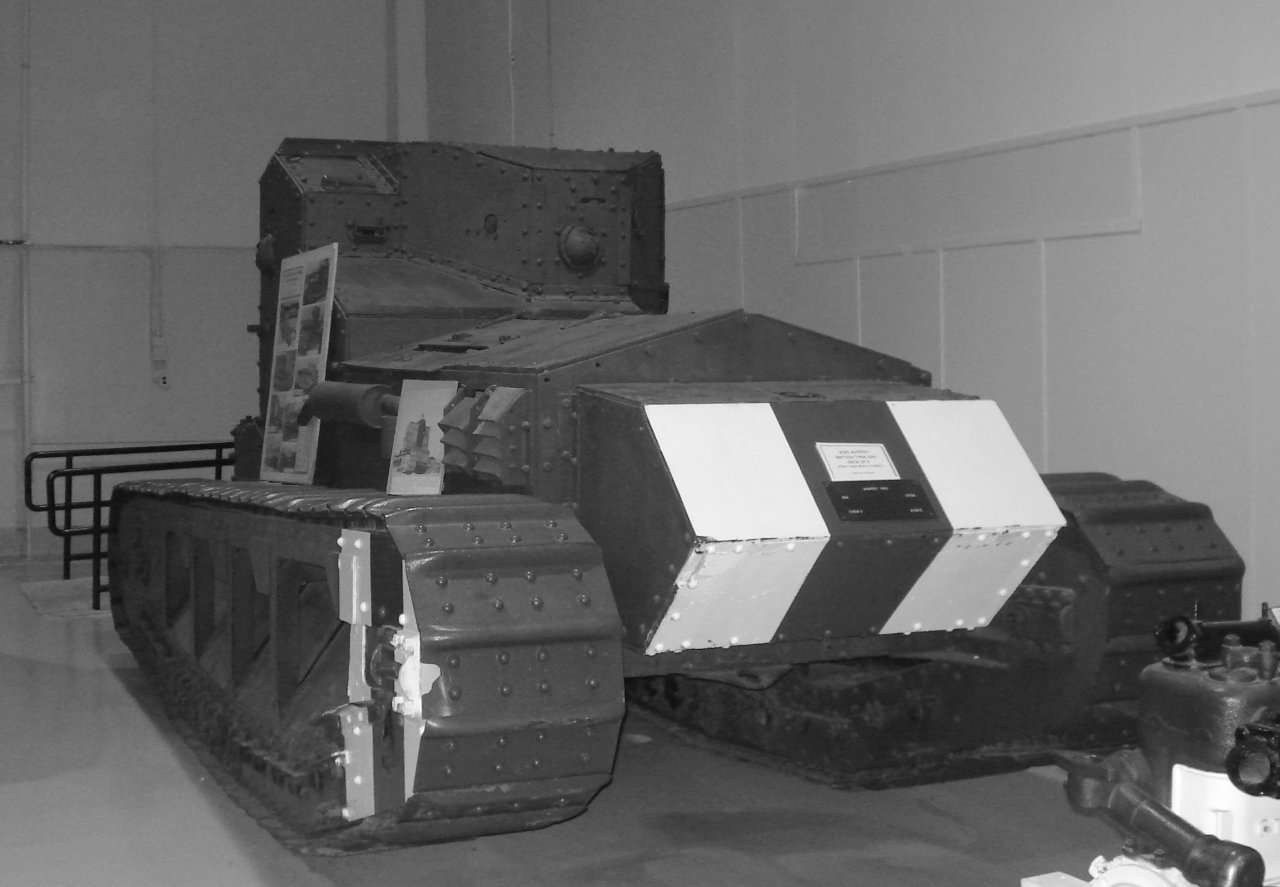
El A231, Museo Militar de la Base Borden, Ontario, Canadá, 2007.
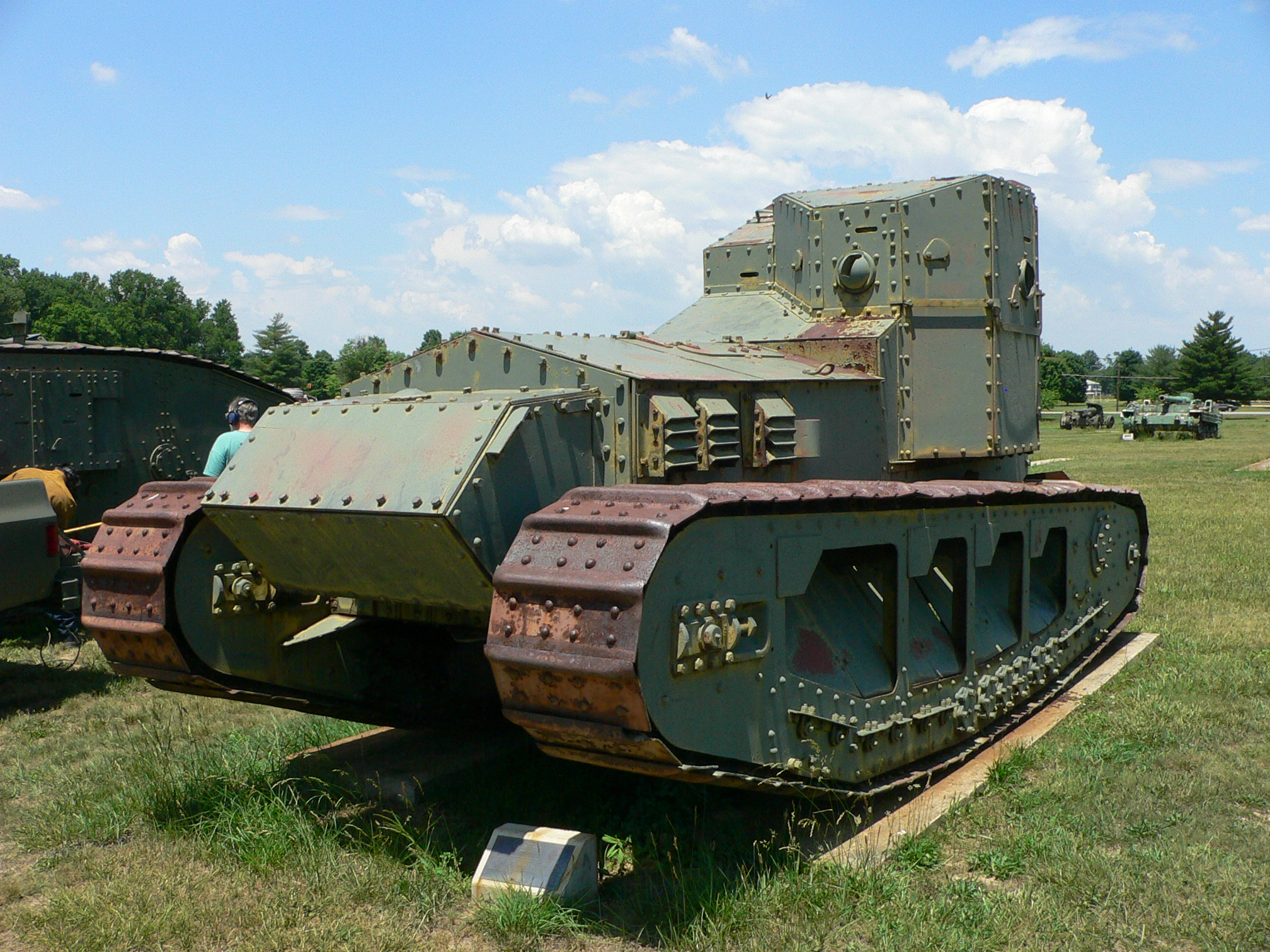
Museo de Armamento del Ejército de los Estados Unidos, 2007.